# Eborich
Eborich také Eurich (6. století? - po roce 585?) byl posledním legitimním svébským králem Galicie. Byl synem krále Mira a Sisegutie (či Siseguntie). Na trůn nastoupil po smrti svého otce v roce 583 a království Svébů vládl pouhý rok. V roce 584 byl sesazen jeho švagrem Audekou, který ho nechal tonzurovat a zavřít do kláštera. 
Eborich je zmíněn v seznamu svébských králů v El reino suevo (411-585), jako pátý král po temném období. Podle záznamů Isidora se Sevilly a Jana z Biclara, v roce 583 zemřel svébský král Miro a jeho nástupcem se stal jeho syn Eborich. Podle Diccionario biográfico español, Real Academia de la Historia, byl Eborich v době otcovy smrti ještě velmi mladý (adolescens), což potvrzují i záznamy Isidora ze Sevilly. Řehoř z Tours poznamenal, že Eborich respektoval příměří dohodnuté jeho otcem. Rozpoznal nadřazenost a moc Vizigótů a proto uzavřel s jejich králem Leovigildem spojeneckou smlouvu, přičemž byl korunován králem Svébů.
Jeho podrobení se Vizigótům vedlo k povstání svébské aristokracie, které vyústilo v jeho sesazení z trůnu v roce 584.
Záznamy Řehoře z Tours, Isidora ze Sevilly i Jana z Biclara uvádějí, že povstání vedl Audeka, který byl jeho švagrem. Po sesazení Audeka nechal Eboricha tonzurovat a zavřít do kláštera. Následně donutil jeho matku Sisegutii, vdovu po králi Mirovi, aby se za něho provdala. Poté se prohlásil králem a zmocnil se trůnu. Sesazení Eboricha z trůnu umožnilo vizigótskému králi Leovigildu využít práva casus belli, napadnout Galicii a Audeku svrhnout.
O životě Eboricha se nedochovaly žádné další informace. Podle Řehoře z Tours byl vysvěcen na jáhna a poté na presbytera. Zemřel někdy po roce 585. Možná byl zavražděn jeho švagrem a nevlastním otcem Audekou.